# Thapsia thapsioides
Thapsia thapsioides är en flockblommig växtart som först beskrevs 1798 som Laserpitium thapsioides av René Louiche Desfontaines, men fick sitt nuvarande namn 2014 av Simonsen, Rønsted, Weitzel & Spalik. Arten ingår i släktet Thapsia och familjen flockblommiga växter.
Den förekommer ursprungligen i Algeriet, Marocko och Tunisien, i nordvästra Afrika. Den är en perenn som främst växer i subtropiska habitat.